# XMM-Newton

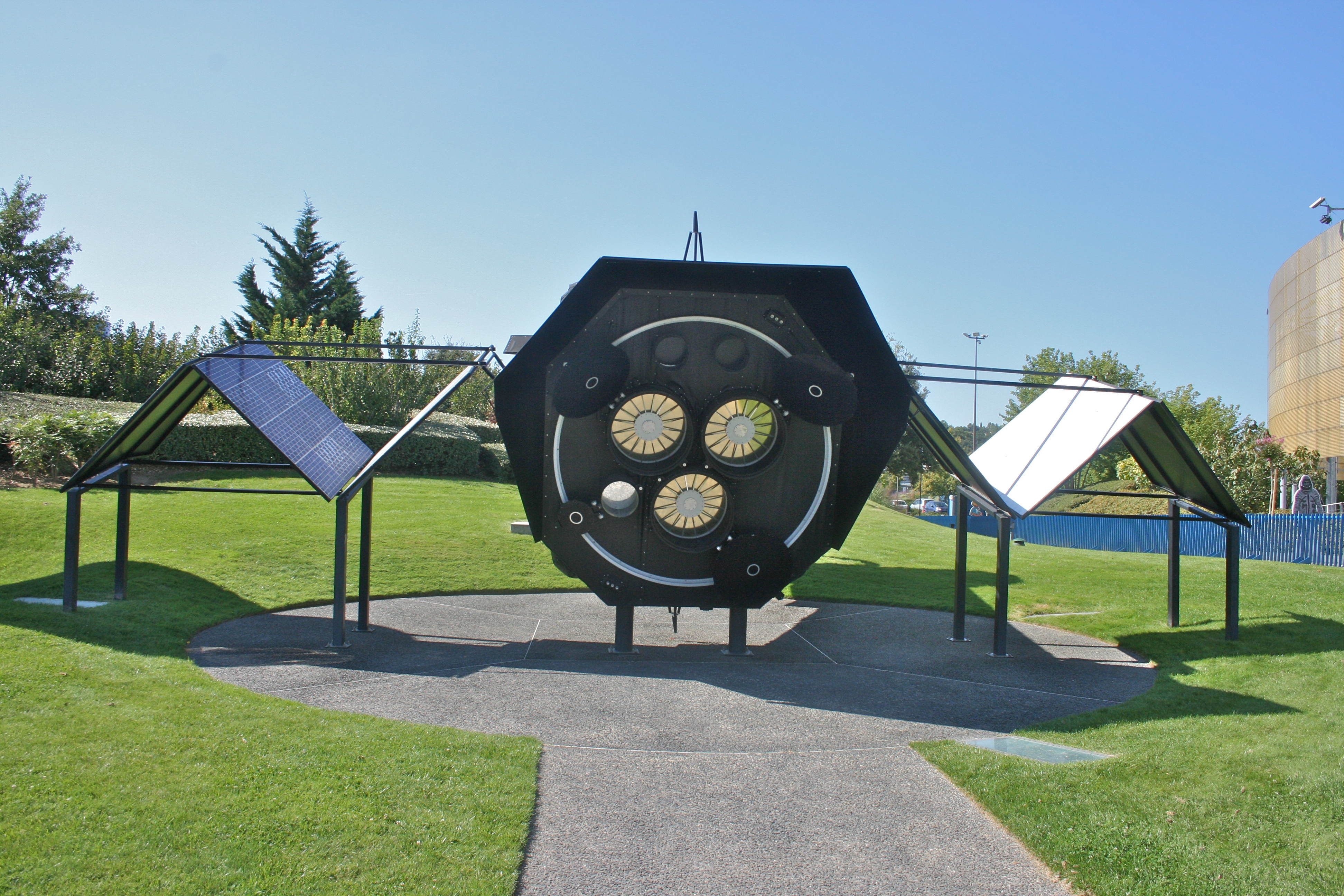
Model van XMM-Newton in de Cité de l'espace, Toulouse, Frankrijk.

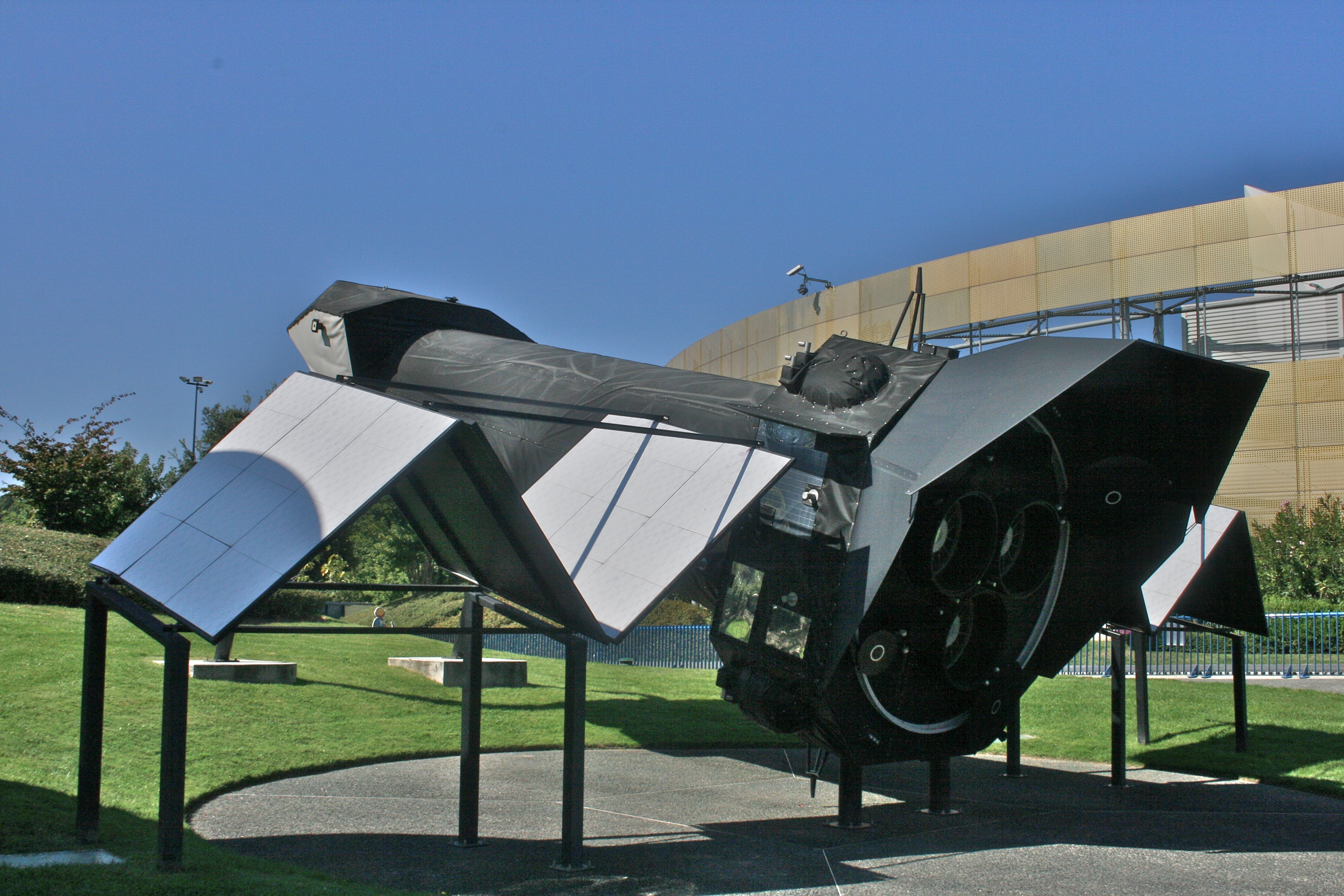

XMM-Newton (X-ray Multi-Mirror Mission - Newton) is een satelliet van de Europese Ruimtevaartorganisatie (ESA) voor röntgenastronomie die is vernoemd naar Isaac Newton. Op 1 mei 2009 was de satelliet bezig met zijn 1720ste omwenteling om de aarde en waren er 2082 wetenschappelijke artikelen over de waarnemingen gepubliceerd.

## Project
De ruimtemissie werd in 1984 voorgesteld als de High Throughput X-ray Spectroscopy Mission en goedgekeurd in 1985. In 1993 werd een projectgroep samengesteld. Ontwikkeling begon in 1996. Bouw en testen van de satelliet gebeurde van maart 1997 tot september 1999. De geplande levensduur was twee jaar, maar de telescoop is actief tot eind 2022, met een mogelijke verlenging tot 2025. De satelliet wordt beheerd door het European Space Astronomy Centre (vroeger bekend als VILSPA) in Villafranca, Spanje. De waarnemingen worden ook bewerkt en gearchiveerd in het XMM-Newton Survey Science Centre aan de Universiteit van Leicester, Engeland.

## Lancering en baan
De satelliet werd op 10 december 1999 met een Ariane 5 raket gelanceerd vanaf het Centre Spatial Guyanais in Kourou. De baan is zeer eccentrisch (elliptisch) met een periode van 48 uur en een baanhoek met de evenaar van 40°. Het apogeum ligt op bijna 114.000 km van de Aarde, het perigeum op slechts 7.000 km.

## Afmeting en instrumenten
De satelliet weegt 3800 kg, is 10 m lang en heeft met de zonnepanelen uitgeklapt een spanwijdte van 16 m. Hij draagt
- drie röntgentelescopen, die ontwikkeld zijn door Media Lario (Italië) met elk 58 Wolter-type concentrische geneste spiegels. Samen is het effectieve detectoroppervlak 4,300 cm².
- de drie European Photon Imaging Cameras (EPIC) zijn gevoelig in de band van 0,2 keV tot 12 keV. Andere instrumenten zijn twee spectrometers met reflectietralies die gevoelig zijn voor fotonen onder de ~2 keV. Deze Reflection Grating Spectrometers (RGS) zijn ontwikkeld en gebouwd onder verantwoordelijkheid van het Nederlandse SRON.
- een Ritchey-Chretien (soort cassegraintelescoop) optische/uv-telescoop van 30 cm doorsnee.

## Waarnemingen en ontdekkingen
Onder meer:
- ontdekking van een groep sterrenstelsels op een afstand van 10 miljard lichtjaar: XMMXCS 2215-1738[1] en een op 7 miljard lichtjaar: 2XMM J0830[2]
- het object SCP 06F6 dat ontdekt was met de Hubble Space Telescope in februari 2006 werd in augustus 2006 waargenomen met XMM-Newton. Er werd een gloed van röntgenlicht rondom gevonden[3], twee grootteordes ( ~100 tot 1000x ) maal helderder dan een supernova.[4]